# ألان كاساغراندي دي مورا
ألان كاساغراندي دي مورا هو لاعب كرة قدم برازيلي في مركز الوسط، ولد في 16 فبراير 1987 في ريو دي جانيرو في البرازيل. لعب مع ريد بل براغانتينو ونادي بيلينزونا.